# Dil Hi To Hai
Dil Hi Per Hai è un film drammatico del 1992 diretto da Asrani con protagonisti Jackie Shroff e Divya Bharti.

## Trama
Re Vikram Singh governa su un piccolo stato in India, chiamato Vikramgarh. I suoi figli sono i reali gemelli fratelli Harshvardhan e Govardhan. Harshvardhan è il più intelligente uno di loro, di conseguenza, egli è considerato a diventare il futuro re di Vikramgarh. Il Diwan Thakur Karan Singh è il suo fedele amico che rimane a fianco del principe tutto il tempo per formarlo per i suoi futuri compiti. Govardhan può avere tutta la libertà che vuole, mentre Harshvardhan deve affrontare i suoi doveri e quindi non può godere della stessa libertà. Un giorno, quando è previsto il suo matrimonio con Jayshree, decide di fare il suo fratello prendere il suo posto, così Harshvardhan e il suo Diwan vanno a Mumbai dove Harshvardhan incontra Bharati e subito se ne innamora e diventa così il nemico di Jack che si prevede di ottenere Bharati per se stesso e sposarla.

## Colonna sonora
1. Meri Choodiyan Baje (Lata Mangeshkar)
2. Dil Hi To Hai Aagaya (Mohammed Aziz, Alka Yagnik)
3. Ek Ladki Ka Main Deewana (Mukul Agarwal, Sudesh Bhosle)
4. Chhat Ke Upar Do Kabutar (Parte I) (Jackie Shroff, Manhar Udhas, Sudesh Bhosle)
5. Sahiba O Sahiba (Sudesh Bhosle, Amit Kumar, Alka Yagnik)
6. Main Kya Karoon (Mohammed Aziz)
7. Chhat Ke Upar Do Kabutar (Parte II) (Sagarika Mukherjee, Sonali Bajpai, Manhar Udhas, Sudesh Bhosle)